# Incendi in Siberia del 2019
Gli incendi in Siberia del 2019 sono una serie di incendi boschivi sviluppati in Siberia, Russia, nei territori di Krasnojarsk e Transbajkalia, nelle repubbliche di Sacha-Jacuzia e Buriazia, e nell'oblast' di Irkutsk, nell'estate 2019.

## Descrizione
Il 31 luglio 2019 è stato annunciato dalla NASA che il fumo prodotto dagli incendi ha attraversato lo stretto di Bering, raggiungendo l'America del Nord ed essendo ben visibile in Canada e Alaska.
Nel 2020 sono stati registrati estesi focolai di incendi sotterranei di torba (chiamati giornalisticamente incendi zombi in quanto capaci di risvegliarsi all'improvviso) derivati dagli incendi dell'anno precedente.

## Cause
Nel mese di agosto il Ministero delle situazioni di emergenza ha sostenuto che gli incendi siano stati provocati da un inusuale clima secco che, unito all'assenza di misure adeguate per contrastare i primi focolai, ha lasciato che questi si diffondessero rapidamente.